# Ratusz gminy Bogucice
Ratusz gminy Bogucice – budynek dawnego ratusza gminy Bogucice, znajdujący się w Katowicach, na terenie dzielnicy Zawodzie, przy ulicy 1 Maja 50. Obecnie mieści się w nim rektorat Uniwersytetu Ekonomicznego w Katowicach. Wzniesiony w latach 1911–1912 budynek jest wpisany do rejestru zabytków nieruchomych.

## Historia

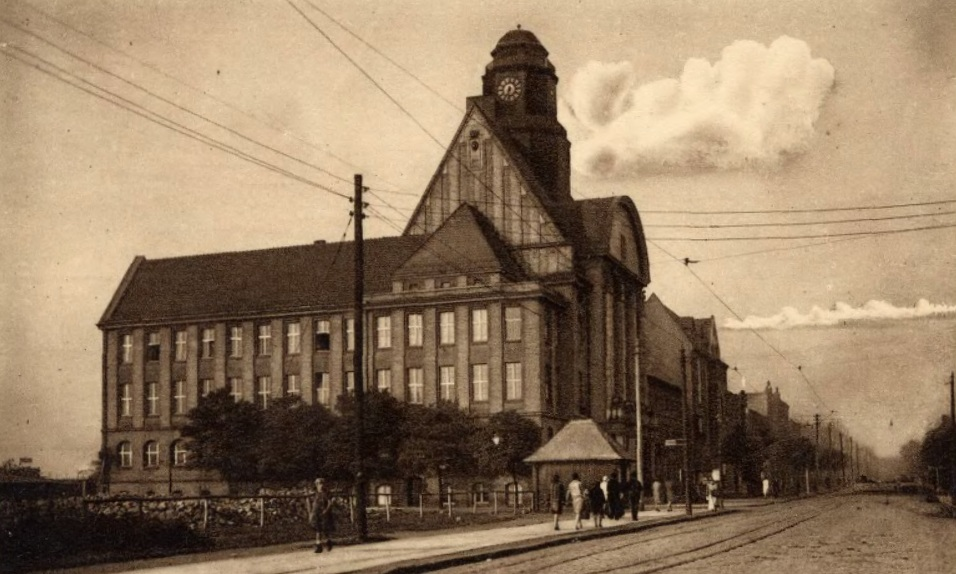
Gmach na pocztówce z ok. 1930 roku

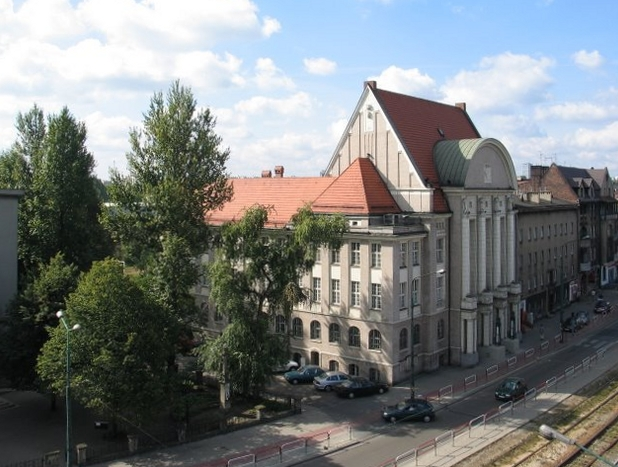
Gmach we wrześniu 2004 roku, przed odbudową wieńczącej go wieży

Budynek Urzędu Gminy Bogucice, zwany ratuszem, został wybudowany w latach 1911–1912 na terenie położonego w ówczesnej gminie Bogucice Zawodzia. Został zaprojektowany według projektu Arnolda Hartmanna z Berlina-Grunewaldu z inicjatywy Kattowitzer Aktiengesellschaft für Bergbau und Eisenhüttenbetrieb (późniejsza Katowicka Spółka Akcyjna dla Górnictwa i Hutnictwa). Budowę nadzorował mistrz murarski z Zawodzia – Julius Litsche. 
Pierwotną funkcję gmach pełnił stosunkowo krótko, bo do 1924 roku, kiedy to Bogucice wraz z Zawodziem zostały przyłączone do Katowic.  
W kolejnych latach w gmachu działał Komisariat Policji Województwa Śląskiego, Urząd Pośrednictwa Pracy, stacja porodu dla matek i kuchnia mleczna dla dzielnicy nr II Bogucice-Zawodzie. W trakcie II wojny światowej mieścił się tutaj sztab Centrali Przesiedleńczej (niem. Umwandererzentralstelle). 
W lutym 1945 roku w wyniku wybuchu wagonu z amunicją na pobliskiej bocznicy kolejowej budynek uległ znacznym zniszczeniu. Prace rekonstrukcyjne trwały do sierpnia 1946 roku, ale nie odbudowano wieńczącej gmach wieży.
W 1946 roku w gmachu umieszczono Wyższe Stadium Nauk Społeczno-Gospodarczych (od roku 1950 funkcjonujące jako Wyższa Szkoła Ekonomiczna, w latach 1974–2010 roku Akademia Ekonomiczna im. K. Adamieckiego w Katowicach, a od 2010 roku Uniwersytet Ekonomiczny w Katowicach). 
W 1977 roku przeprowadzono remont gmachu, a 19 sierpnia 1978 roku wpisany został do rejestru zabytków nieruchomych.
W 2011 roku zaczęły się prace w ramach modernizacji budynku mające na celu przywrócić gmachowi dawny blask i jego pierwotny hartmannowski wygląd. Odnowione zostały elewacja i wnętrza oraz odbudowano wieżyczkę. Do projektu modernizacji wprowadzono również wiele korekt konserwatorskich. Prace trwały do 2015 roku.

## Charakterystyka

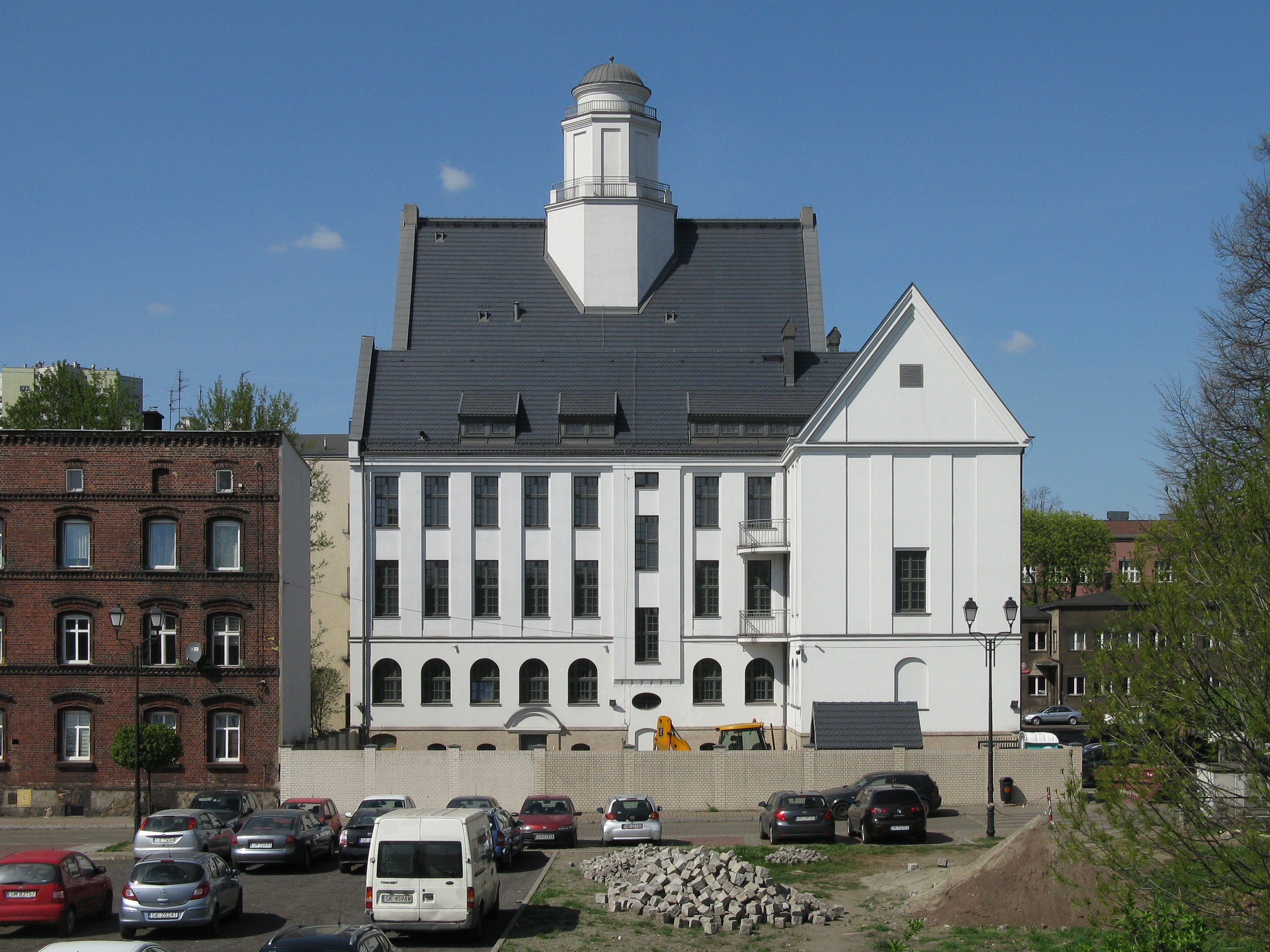
Elewacja południowa gmachu (2018)

Budynek pełniący funkcję rektoratu Uniwersytetu Ekonomicznego w Katowicach położony jest przy ulicy 1 Maja 50 w Katowicach, na terenie dzielnicy Zawodzie. 
Został zaprojektowany jako założenie z trzema głównymi skrzydłami otaczającymi prostokątny dziedziniec. Liczy cztery kondygnacje nadziemne i jedną podziemną. Powierzchnia zabudowy gmachu wynosi 803 m³. Zwieńczony jest dachem dwuspadowym, z ośmioboczną wieżą zegarową o przekątnej 2 m.
Architektonicznie reprezentuje cechy stylu secesji i wczesnego modernizmu, a także neoklasycyzmu. Na fasadzie gmachu znajduje się ryzalit z pilastrami uwieńczonymi figurami, ułożonymi w wielkim porządku, a znajdujący się wyżej tympanon udekorowano płaskorzeźbami przedstawiające rolnika, górnika i hutnika. Pomiędzy pilastrami zlokalizowane są półkoliste odrzwia, a nad wejściem głównym niewielki taras z balustradą. Na elewacji wschodniej znajduje się inskrypcja z datą „1912”, a nad nią zdobienia z formie głowy zwierzęcia.
Na fasadzie budynku widnieje tablica pamiątkowa upamiętniająca osoby poległych w obronie „Ziemi Śląskiej” w czasie powstań śląskich i II wojny światowej.
Na pierwszym piętrze, do którego prowadzi dwubiegowa klatka schodowa, zaprojektowano salę zebrań.
Gmach wpisany jest do rejestru zabytków nieruchomych pod nr. A/1234/78 z 19 sierpnia 1978 roku i A/679/2020 z 23 lipca 2020 roku. Ponadto znajduje się w gminnej ewidencji zabytków miasta Katowice.

## Galeria

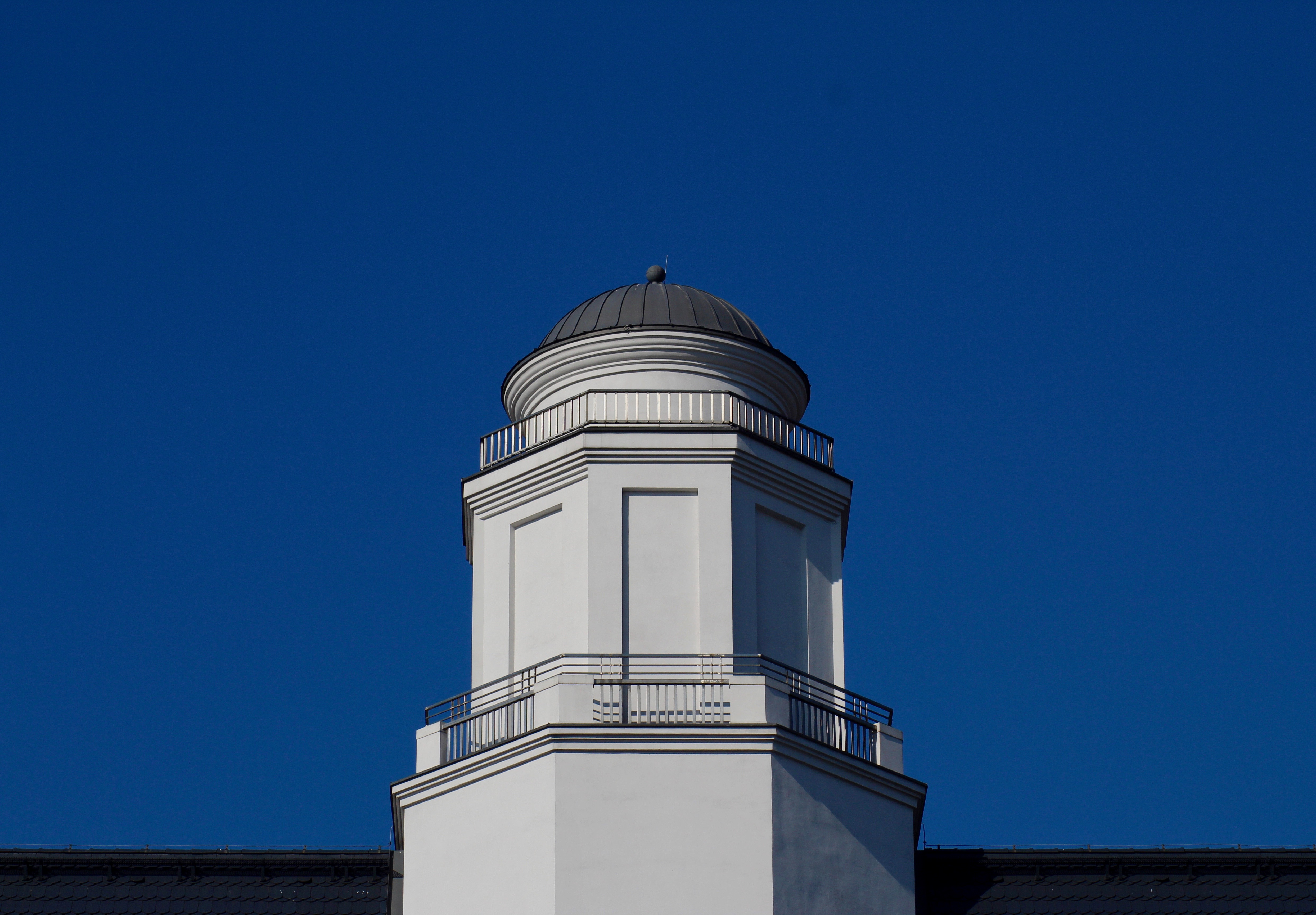
Zrekonstruowana wieża budynku (2018)
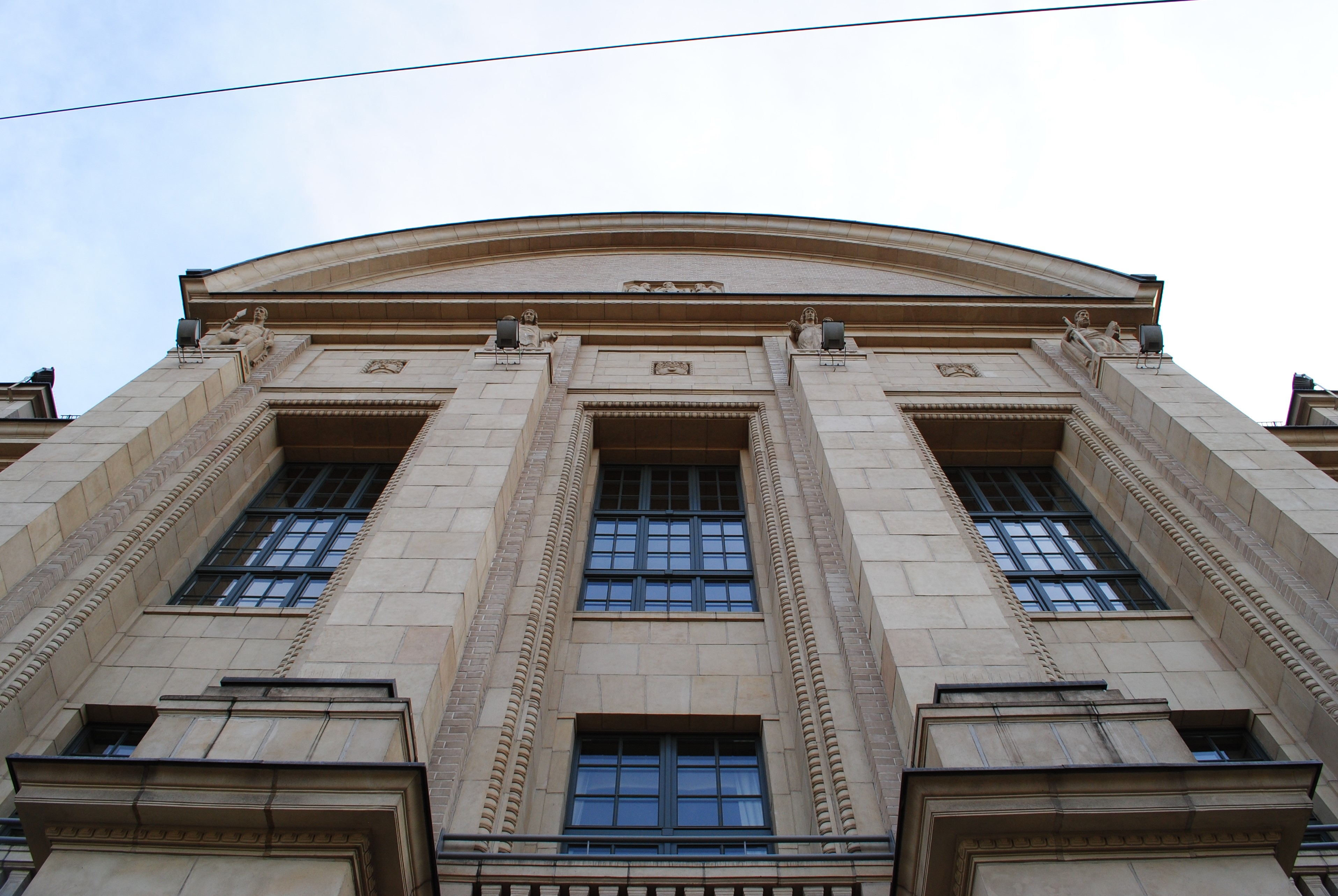
Fragment fasady z figurami wieńczącymi pilastry (2020)
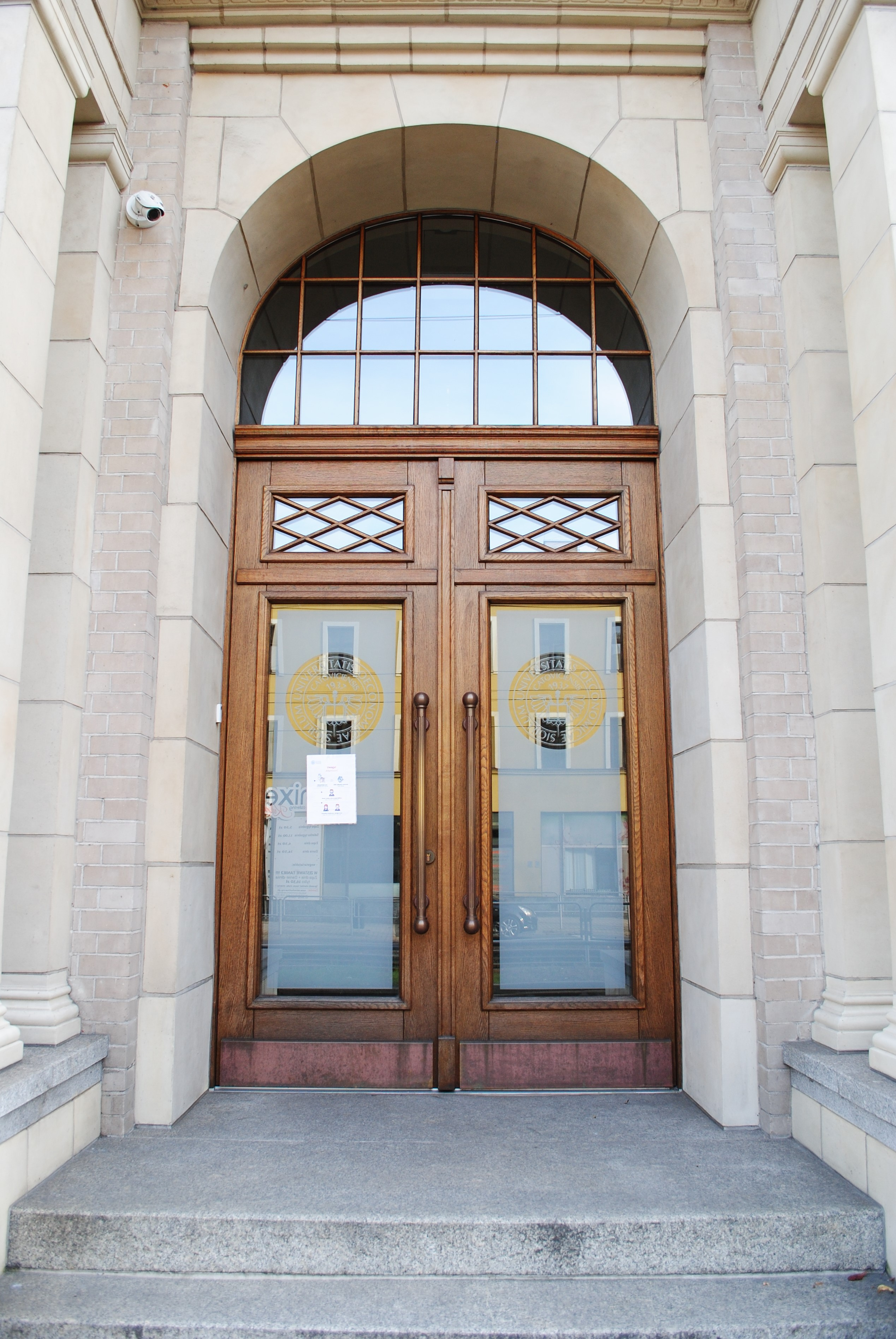
Wejście główne do gmachu (2020)
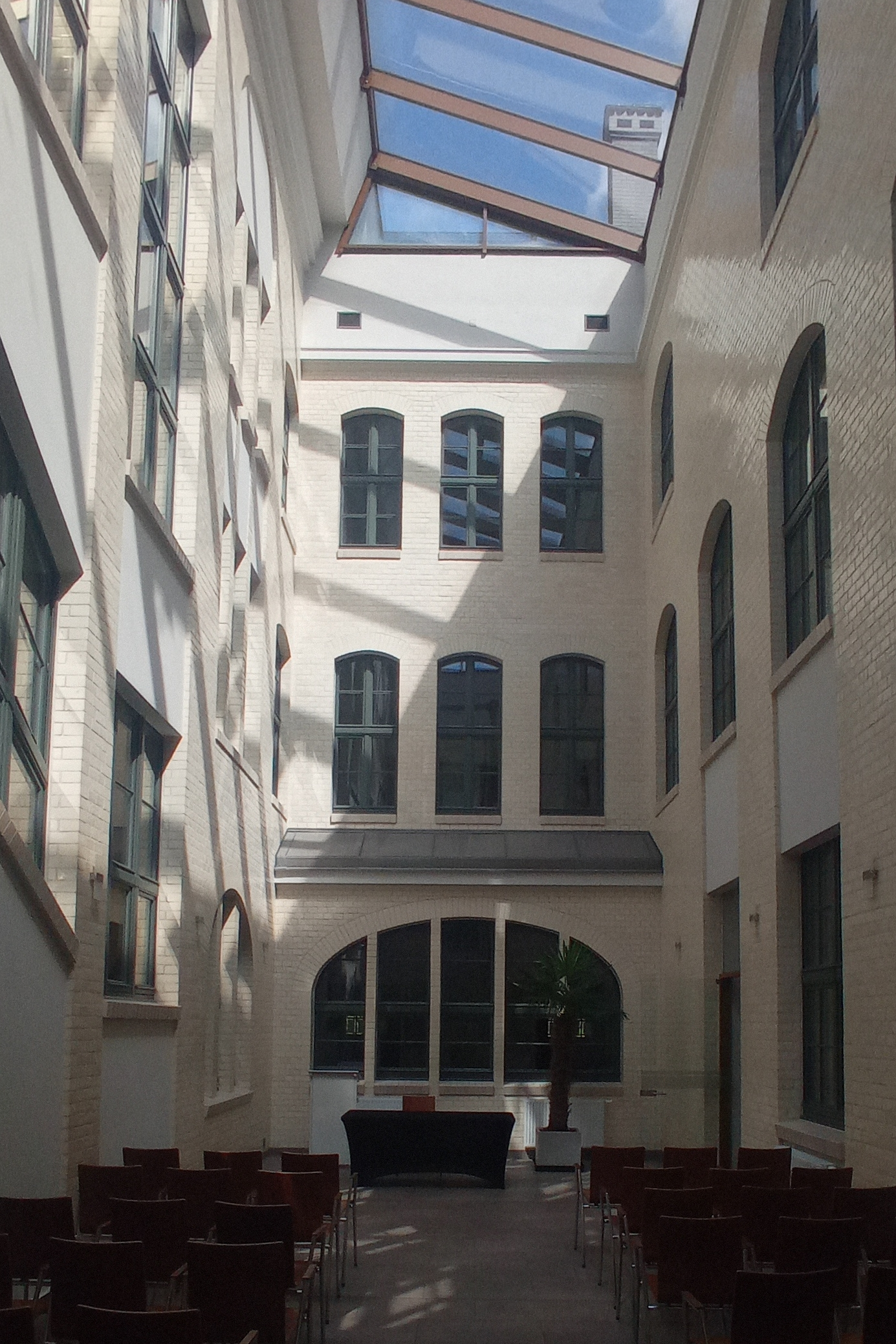
Dziedziniec wewnętrzny (2023)
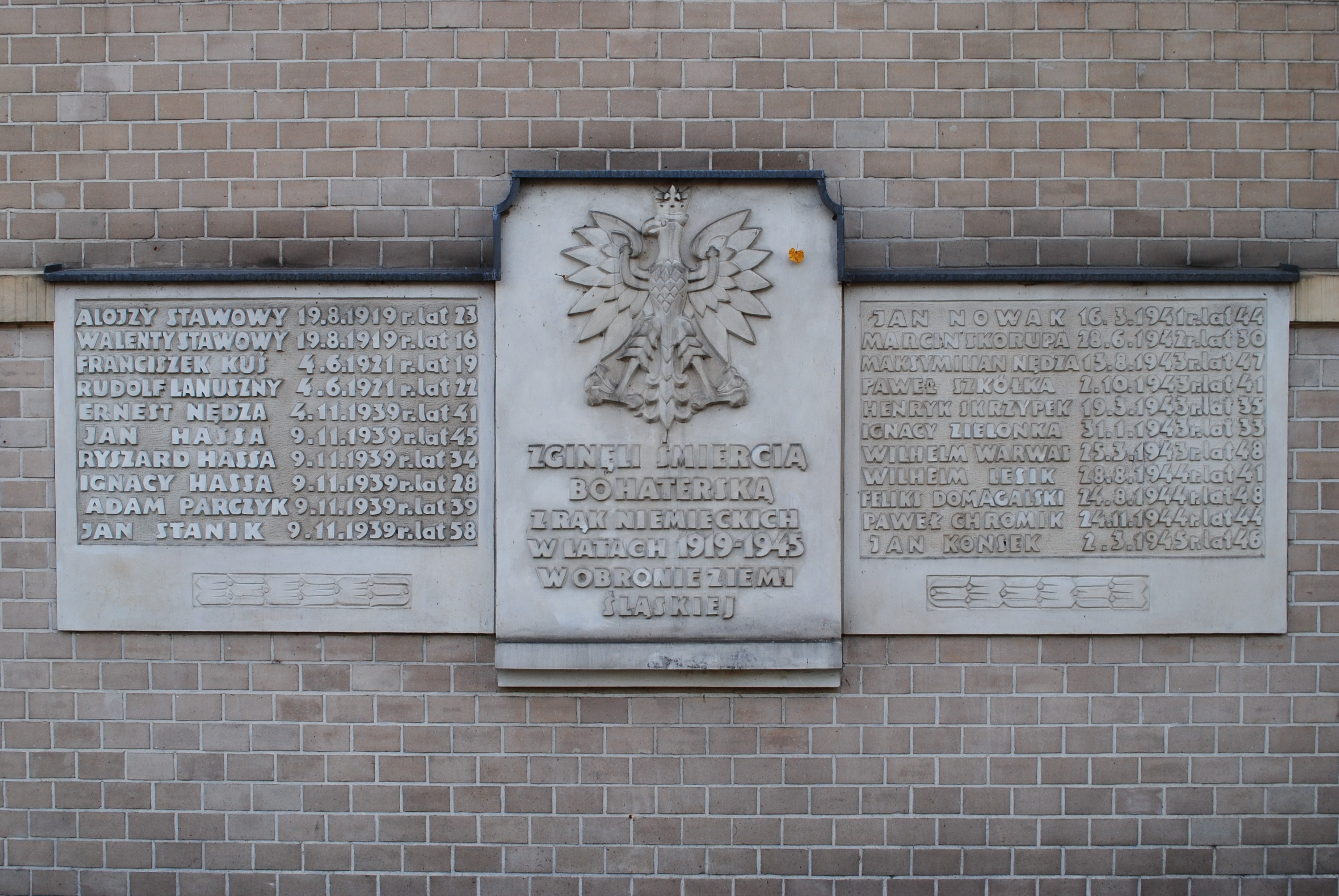
Tablica na fasadzie gmachu (2020)